# Incendio di Edimburgo
L'incendio di Edimburgo fu uno scontro avvenuto il 7 maggio 1544 nell'ambito del fatto storico noto come Brutale corteggiamento, all'interno delle guerre anglo-scozzesi.
Il 3 maggio 1544 sbarcarono in Scozia delle forze inglesi, ma gli scozzesi preferirono non combattere. Il prevosto di Edimburgo venne però ben presto costretto a non opporsi al saccheggio delle città di Leith e di Edimburgo, città quest'ultima che venne data alle fiamme il 7 maggio. Ad ogni modo, l'artiglieria scozzese continuò a tormentare gli inglesi sul campo, i quali non avevano né il tempo né le risorse per assediare il castello locale. La flotta inglese salpò nuovamente con i beni razziati e con due delle imbarcazioni appartenute a Giacomo V di Scozia.

## Il piano

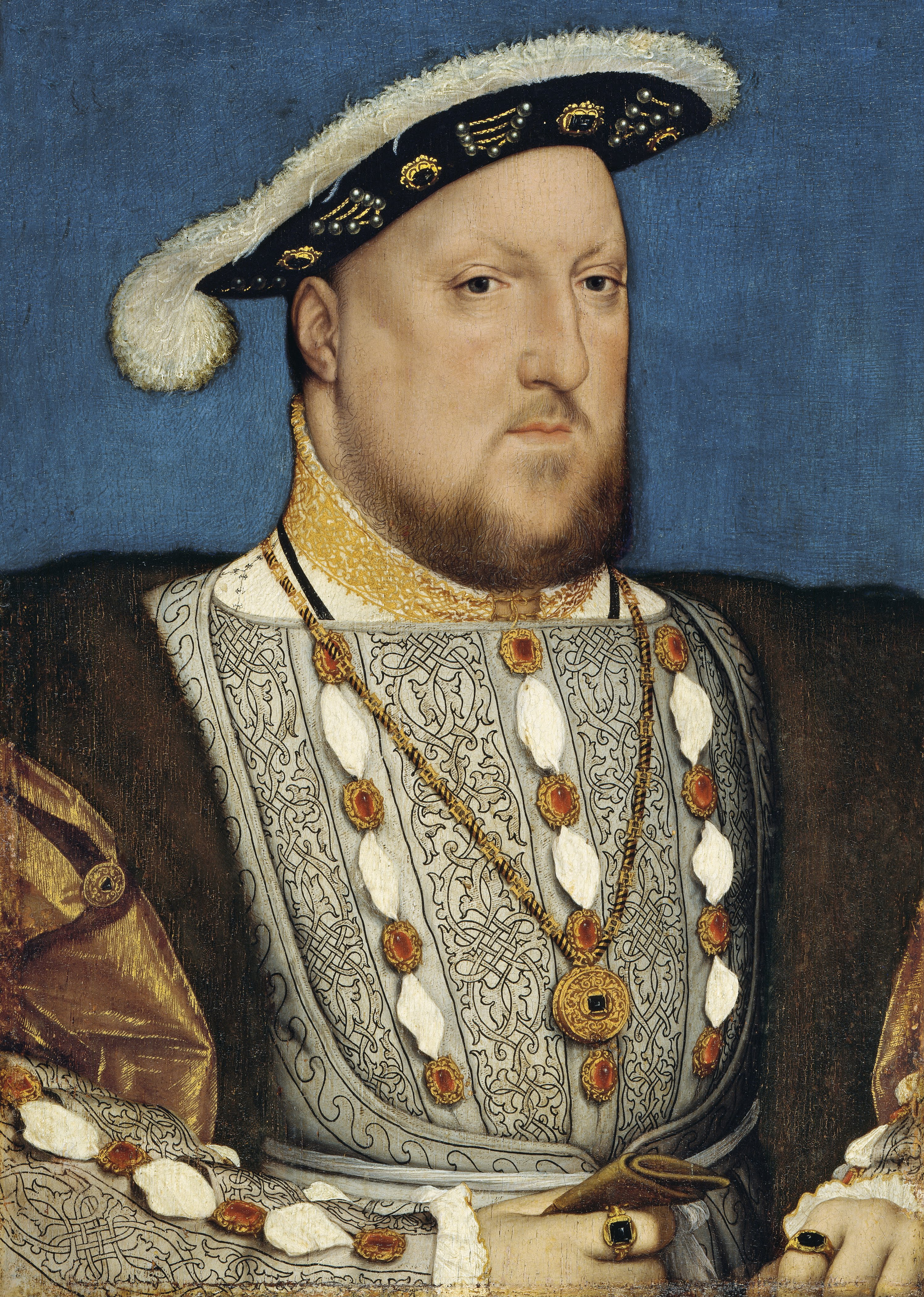
Enrico VIII

Enrico VIII d'Inghilterra era intenzionato ad unire il regno di Scozia al regno d'Inghilterra o perlomeno riportare i due regni sotto la propria egemonia. Con James Hamilton, duca di Châtellerault, venne contrattato che Maria di Scozia avrebbe sposato Edoardo, il principe ereditario d'Inghilterra. Hamilton, ad ogni modo, permise al parlamento di revocare questo accordo poco dopo, fatto che spinse Enrico a dichiarare guerra alla Scozia nel dicembre del 1543; il reggente di Scozia si trovò a dover fronteggiare così anche quei ribelli che continuavano a sostenere il matrimonio con la monarchia inglese, come ad esempio il conte di Lennox, il conte di Glencairn, il conte di Cassillis ed il conte di Angus. Questi nobili erano in contatto con Enrico VIII attraverso il segretario del conte di Lennox, Thomas Bishop, ed il cappellano di lord Angus, John Penven. Le loro lettere indirizzate a Enrico VIII richiedevano un intervento tempestivo ed a marzo ebbero l'assicurazione di un supporto militare adeguato allo scontro che si profilava. Il consiglio privato di Enrico VIII diede istruzioni per preparare una forza d'invasione per il 10 aprile 1544 con questo scopo:
Porre il tutto a ferro e fuoco, bruciare Edimburgo, razziare e disfare tutto ciò che sarà saccheggiato, affinché rimanga perpetua memoria della vendetta di Dio illuminato su di loro per la loro falsità e slealtà.
Edward Seymour, I duca di Somerset, all'epoca noto come lord Hertford era il luogotenente del re. Questi era intenzionato a porre la guarnigione inglese a Leith, ma il suo piano venne bocciato. Enrico VIII gli chiese ad ogni modo personalmente di distruggere la città di St Andrews, la quale ad ogni modo si trovava troppo distante rispetto agli obbiettivi di lord Hertford.

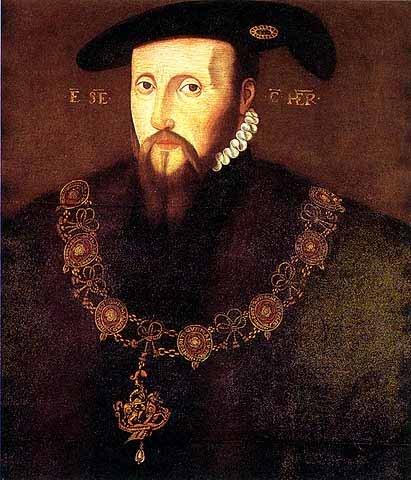
Il conte di Hertford

Il conte di Hertford discusse con gli alleati scozzesi anche la possibilità di catturare il cardinale David Beaton nel corso dell'invasione. Enrico VIII stesso credeva che Beaton, strenuo difensore e propugnatore della Auld Alliance con la Francia, fosse uno dei principali responsabili dell'improvviso cambio di rotta della politica scozzese. Tra coloro che dovevano occuparsi di questo rapimento figuravano James Kirkcaldy di Grange, Norman Leslie e John Charteris che per questo infatti si portarono a Fife. L'obbiettivo secondario dellaspedizione inglese era di attaccare Arbroath mentre l'attenzione sarebbe stata focalizzata su Edimburgo. Anche di questo progetto si fece ben poco dal momento che sarebbe mancato il tempo necessario e le risorse per un assedio. L'obbiettivo primario rimase quindi Edimburgo, sebbene appunto il regno d'Inghilterra non poté dirottarvi le risorse che avrebbe voluto in quanto già impegnata nell'assedio di Boulogne in Francia, già pianificato per l'estate.

## I rifornimenti
L'esercito venne assemblato a Newcastle upon Tyne ed a Gateshead. Nell'aprile del 1544, Christopher Morris scrisse a lord Hertford di aver organizzato il necessario per l'invasione a Berwick-upon-Tweed:
- 2 colubrine
- 3 cannoni saker
- 8 falconi
- un falconetto
- 4 carri di munizioni
- 3000 archi di cui 1000 già tesi in 60 casse
- 4000 faretre di frecce in 80 casse
- 4 barili di corde di arco (5760 in tutto)
- 480 picche
- 3000 alabarde

Anthony Neville di South Leverton venne nominato responsabile generale di rifornimenti dell'armata.
Edward Shelley riportò di disporre di 40 000 gallette per sfamare i soldati il giorno 20 aprile. A Berwick, Shelley riportò di aver avuto dei problemi per rifornirsi di carbone o legna per la cottura dei cibi. 4000 cavalieri attendevano a Berwick il segnale del conte di Hertford. In un primo momento queta unità si sarebbe dovuta occupare di un attacco ad Haddington. Il loro comandante, Ralph Eure scrisse da Alnwick il 28 aprile che questi "contadini" sono così poveri da avergli dovuto prestare personalmente del denaro per il mantenimento dei loro armamenti. Chiese inoltre 1000 arcieri dallo Yorkshire come rinforzo così da potersi portar ad Edimburgo.

### Gli ordini alla flotta

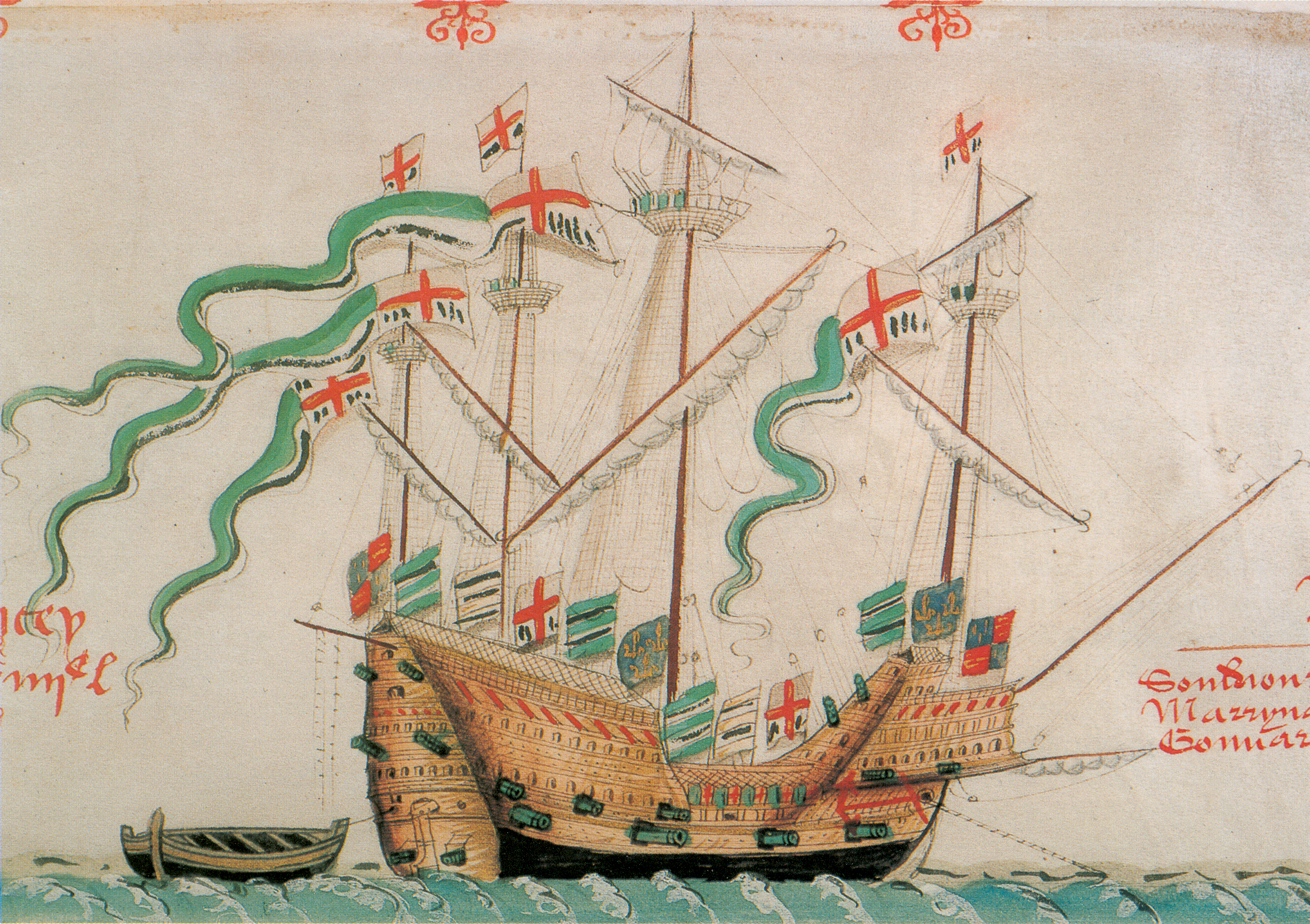
La caracca Pauncy dall'Anthony Roll

La flotta ancorata a Tynemouth ottenne degli ordini il 28 aprile. Tutte le navi dovevano tenersi pronte all'ancora per venti favorevoli. Il Lord Ammiraglio pose la bandiera con la croce di san Giorgio sul pennone più alto dell'ammiraglia del visconte Lisle la sera precedente l'attacco. Hertford e la nave tesoriera (con a bordo il tesoriere Ralph Sadler) si sarebbero mantenute a debita distanza. Il conte di Shrewsbury, capitano della retroguardia, rimase al suo posto.
Le navi impiegate dagli inglesi, dall'avanguardia alla retroguardia, furono Pauncy, Minion, Swallow, Gabian of Ipswich, John Evangelist, Galley Subtle, con una barca proveniente da Calais. In battaglia vennero coinvolte la Sweepstake, Swan of Hamburgh, Mary Grace e la Elizabeth of Lynn. In retroguardia furono poste la Great Galley, Gillian of Dartmouth, Peter of Foy, Anthony Fulford e la Barque Riveley.

## Le difese
Il 23 aprile 1544, tutti i villaggi della costa orientale scozzese vennero allertati di trincerarsi e resistere agli eventuali attacchi della marina inglese. Vennero chiamati gli uomini abili alle armi dai paesi vicini per rinforzare le difese di Edimburgo dal 5 maggio. Ulteriori cannonieri vennero posti al castello di Edimburgo. La città di Edimburgo pure si preparò a difendersi probabilmente ma non abbiamo dati certi dal momento che mancano i registri cittadini relativi alle eventuali spese sostenute per la difesa delle mura. I resoconti inglesi dello scontro menzionano la presenza di trincee costruite dagli scozzesi per difendere Leith.

## Lo sbarco
Un resoconto dell'episodio dello sbarco delle truppe inglese venne pubblicato nel 1544 a Londra col titolo The Late Expedition in Scotland made by the King's highness' army under the conduct of the Right Honourable the Earl of Hertford in 1544. Un racconto a posteriori del segretario della regina Maria, Claude Nau, riporta come le navi inglesi prima di sbarcare incendiarono il villaggio di St Mynettes a nord del fiume Forth e presero con sé alcuni pescherecci. John Knox diede un altro resoconto dello sbarco dal punto di vista degli scozzesi. La flotta inglese venne avvistata a mezzogiorno di sabato 3 maggio. Knox disse che il cardinale David Beaton disse di non preoccuparsi e continuò a pranzare come se nulla fosse stato. Alle 18:00 vi erano ormai 200 navi all'orizzonte tra Granton e Leith. Alle prime ore della domenica alcune piccole imbarcazioni vennero notate attorno al sobborgo di Granton e diverse truppe iniziarono a sbarcare. Secondo Knox i soldati sbarcati furono circa 10 000 ed a quel punto sia il cardinale che il reggente conte di Arran lasciarono Edimburgo.

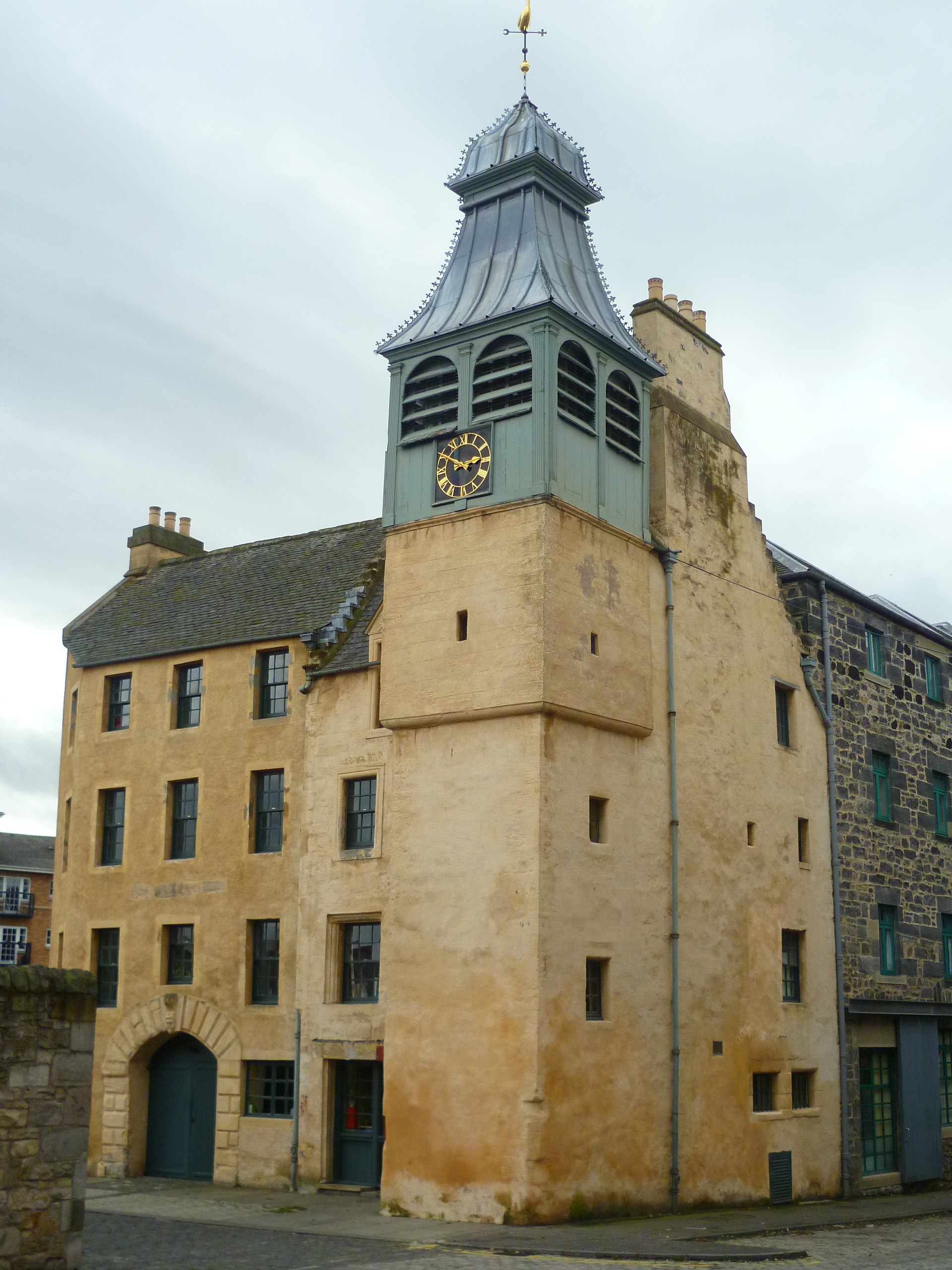
La cappella di St Ninian a Bridgend venne incendiata nel maggio del 1544.

Il racconto inglese dello sbarco, per quanto simile, cita anche la presenza di cinque o seimila cavalieri ed alcuni fanti posizionati per prevenire che il nemico potesse impedire le operazioni di sbarco. Dopo piccoli scontri, gli scozzesi abbandonarono le loro posizioni al porto lasciando otto cannoni sul posto. I conti di Huntly e Moray lasciarono anch'essi il campo. Hertford scrisse di suo pugno in un dispaccio che dopo mezz'ora di combattimenti gli archibugieri si erano già distinti nel loro lavoro.
Hertford dovette ad ogni modo convocare Eure al fronte coi suoi cavalieri per la mancanza di una vera e propria resistenza da parte degli scozzesi. Gli inglesi riuscirono quindi a penetrare a Leith senza opposizioni, trovandovi due navi che appartennero a suo tempo a Giacomo V, la Salamander of Leith e la Unicorn. Alcune costruzioni presenti a Leith vennero distrutte dal fuoco, inclusa la cappella di St Ninian a Bridgend. Il giorno successivo, il lunedì 5 maggio, le più grandi navi inglesi furono in grado di scaricare l'artiglieria pesante presso Leith, cannoni che vennero poi utilizzati contro i cancelli ed il castello di Edimburgo. Il cardinale Beaton lasciò l'area il lunedì e si portò dapprima a Corstorphine e poi raggiunse Stirling. Secondo Eustace Chapuys, in quello stesso giorno il nemico principale del cardinale, Alexander Crichton di Brunstane, tentò di incontrare il conte di Hertford a Leith, ma una guardia inglese lo colpì con una freccia alla gamba. Ad ogni modo, Hertford si ritirò poco dopo a Linlithgow.
Il conte di Angus, George Douglas di Pittendreich e lord Maxwell si trovavano in prigione al castello di Blackness ed al castello di Edimburgo per aver sopportato l'alleanza con gli inglesi, ma il conte di Arran ed il cardinale ne richiesero ora il rilascio affinché potessero essere d'aiuto per la causa. Maxwell scrisse poi che a questi vennero offerte le rendite delle chiese confiscate e una pensione dal re di Francia.

## Edimburgo

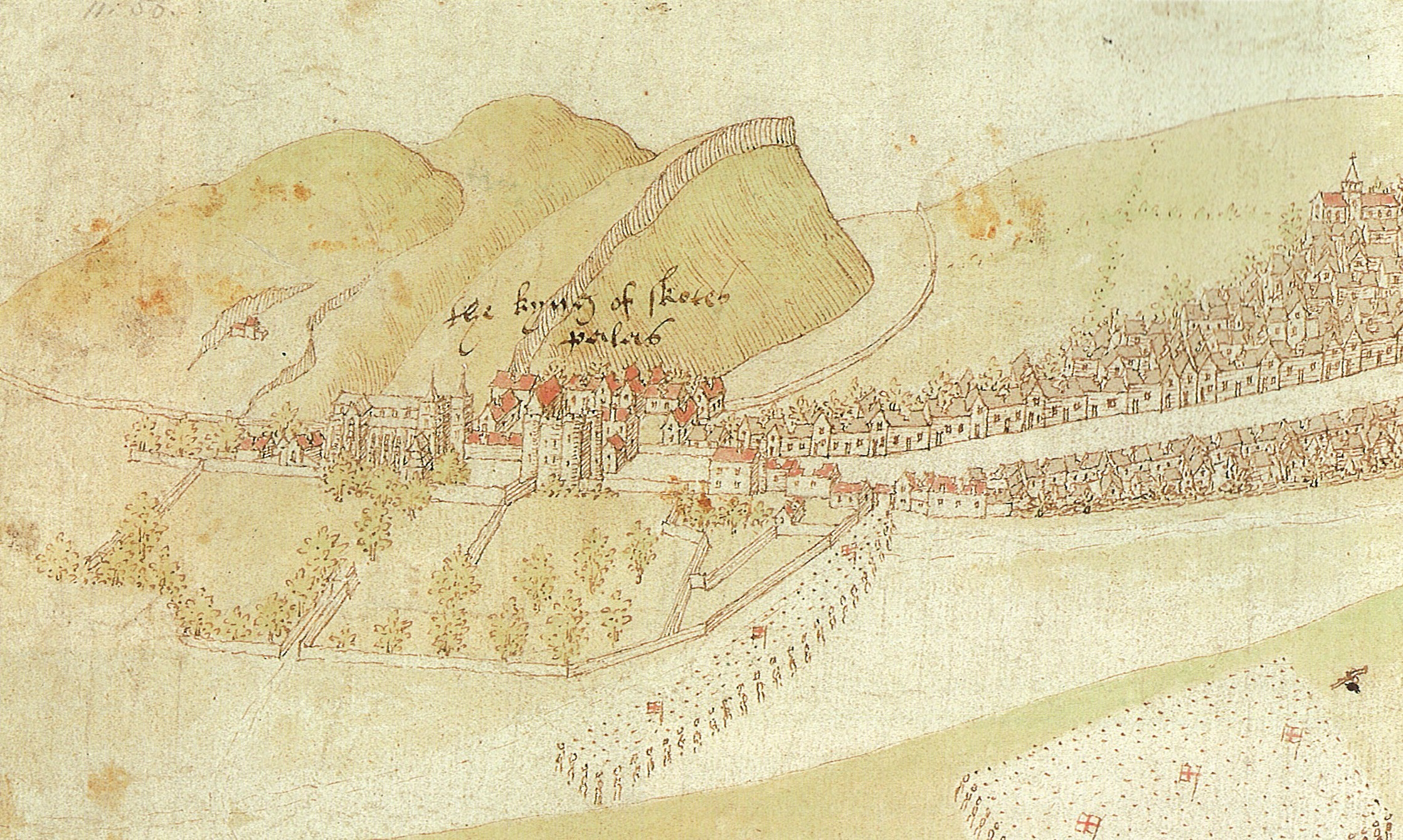
Dettaglio di uno schizzo di Richard Lee che mostra il palazzo di Holyroodhouse, le truppe inglese che penetrano attraverso il Canongate e la posizione degli inglesi presso Calton Hill

William Stourton venne lasciato in carica al comando di Leith il 6 maggio con 1500 uomini mentre il grosso delle forze iniziò ad avvicinarsi ad Edimburgo. Il gruppo venne raggiunto dal prevosto di Edimburgo, Adam Otterburn, accompagnato da due araldi che offrirono la resa e le chiavi della città a precise condizioni. Il conte di Hertford si rifiutò di accettare dicendo di non avere l'autorità per contrattare col nemico. Un altro araldo inglese si portò al castello e ne tornò con la notizia che il conte di Huntly e lord Home avevano portato con sé 2000 cavalieri per difendere la città.
Sir Christopher Morris ottenne l'ordine di portare quindi la sua artiglieria presso the Canongate per assaltare il Netherbow Gate di Edimburgo. Durante questa operazione alcuni cannonieri inglesi rimasero uccisi. La fanteria attaccò il cancello e, secondo la narrativa inglese, riuscì a far passare un cannone. Gli scozzesi, che potevano contare solo su piccoli pezzi d'artiglieria ed archi, non riuscirono ad avere la meglio. Dopo tre o quattro attacchi, il cancello venne abbattuto e gli inglesi irruppero uccidendo 300 o 400 difensori. Gli scozzesi portarono tutta la loro artiglieria verso il castello passando da High Street. In un rapporto inviato all'imperatore Carlo V, le truppe inglesi nella guerriglia urbana rischiarono di uccidersi le une con le altre e William Howard, fratello del duca di Norfolk, rimase ferito al mento da una freccia inglese. Lungo High Street, la strada principale di Edimburgo, gli inglesi erano esposti al fuoco dell'artiglieria del castello. Malgrado ciò provarono a posizionare la loro artiglieria presso Butter-Tron, tra Lawnmarket e Castlehill, ma un colpo preciso dal castello spezzò in due un cannone inglese e Hertford ordinò di abbandonare l'idea. Sul finire del giorno, gli inglesi si ritirarono verso il loro accampamento a Leith, incendiando le strutture trovate lungo il percorso.
Il 7 maggio, le razzie e gli incendi proseguirono, e le forze inglesi vennero raggiunte dai 4000 cavalieri di Ralph Eure. Lord Hertford ed i suoi compagni scrissero di aver guardato Edimburgo bruciare da una collina e di poter sentire da quella posizione" le donne e le povere creature miserabili" piangere ed incolpare il cardinale di quel disastro.
Nicholas Poyntz venne inviato a incendiare Kinghorn ed altri villaggi della zona di Fife. La fortezza sull'isola di Inchgarvie venne catturata e distrutta da Richard Brooke il 6 maggio.
Christopher Morris salpò con il grosso delle navi ed il 14 maggio il porto di Leith venne completamente demolito dagli inglesi. Lord Hertford, come luogotenente del re, diede il cavalierato a cinquantotto dei suoi capitani ed il suo servitore personale, Thomas Fisher, distribuì tre sterline e quindici scellini tra i suoi uomini. L'esercito lasciò Leith il 15 maggio, fermandosi per mettere a ferro e fuoco Seton Palace e Haddington.

## Il castello di Edimburgo

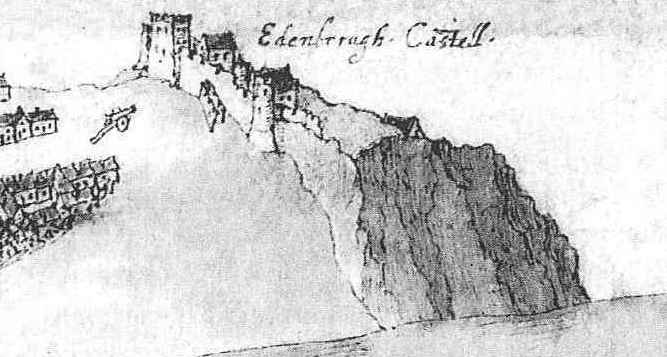
Dettaglio di uno schizzo di Richard Lee che mostra il castello di Edimburgo sotto assedio degli inglesi

Per quanto l'esercito del conte di Hertford fosse riuscito a penetrare in città incontrando ben poca resistenza, i difensori al castello, guidati dal capitano James Hamilton di Stenhouse, tennero duro con la loro artiglieria, puntando diretti sul Royal Mile. Il geniere Richard Lee, responsabile dei pionieri, dichiarò il castello inespugnabile.
Uno dei cannonieri al castello era Andrew Mansioun, un intagliatore francese che aveva realizzato le decorazioni per la Unicorn, lo yacht di Giacomo V ed aveva realizzato i mobili dei palazzi reali scozzesi. Rimase ferito ad una mano col ritorno di fuoco di un cannone e nel giugno del 1544 ricevette 44 scellini per pagarsi i necessari trattamenti.
Vennero eseguite delle riparazioni nel frattempo alla struttura nel luglio del 1544, quando due cannonieri, Tibault Roqueneau e Piers Schouffene (francesi o fiamminghi, originariamente impiegati al castello di Dunbar) vennero utilizzati per riparare "a gabbione" le postazioni dei cannoni.

## La razzia
Il conte di Hertford stimava il valore dei beni presenti a Leith in 10 000 sterline e questi comprendevano diversi stock di abiti di lino provenienti dalla Bretagna. Le navi inglesi vennero riempite con questi beni e con quelli reperiti a Edimburgo nel tentativo, fallito l'assedio, di razziare quanto più fosse possibile. Gli inglesi si appropriarono anche delle due navi di Giacomo V, la Salamander e la Unicorn, assieme a 80 000 tra palle di cannone e palle da archibugio che si trovavano nell'arsenale locale. Uno degli oggetti catturati e giunti fino a noi fu il "Leggio di Dunkeld", rimosso dall'abbazia di Holyrood prima che i soldati inglesi dessero alle fiamme la chiesa.
Tra gli altri oggetti che ricordano questo momento tragico per la città di Edimburgo, a Speke Hall si trova un pannello di legno intarsiato proveniente dal palazzo di Holyroodhouse anche se la sua attribuzione è dubbia. Sempre a Speke si trovavano anche altre opere come Bartolus sup. primi degestis veteris, Venezia (1499) e Panormitanus on the Decretals, Lione (1501), oltre ad una bibbia di Robert Estienne (1532) che provenivano forse dalla biblioteca del castello e che successivamente passarono alla biblioteca dell'università di Liverpool. Nel 2008 questi libri tornarono alla National Library of Scotland di Edimburgo.

## Luoghi incendiati
Il passaggio dell'esercito inglese portò all'incendio di numerosi luoghi ed insediamenti. La distruzione venne descritta da Walter Lynne nella sua appendice alle Cronicles di Johann Carion (1550); "distrussero e bruciarono il paese tutto attorno, non risparmiando né castelli, né città, né villaggi, sino a quando questi non vennero completamente distrutti, come pure fecero con Edimburgo e con l'abbazia detta Holyroohdouse, ed il palazzo dei re ad essa vicino. Il villaggio di Lyth venne anch'esso colpito. Il castello ed il villaggio di Cragmyller, l'abbazia di Newbottell, e parte del villaggio di Muskelborowe, la cappella di Nostra Signora di Loreto, il villaggio di Preston ed il castello di Hatintowne con quello di Oliuer Sancklers, il villaggio di Dunbar, Laurestone con la grangia e molti altri villaggi, castelli e luoghi abitati [subirono la stessa sorte]."
William Patten indicò i luoghi che vennero bruciati con la relativa data. La maggior parte dei nomi è indicata secondo la grafia d'epoca.
- Castello di Craigmillar e villaggio, 12 maggio.
- Nether Duddingstone, 12 maggio
- Sandhinche, 12 maggio
- The Ficket, Fickettes, (probabilmente Figgate), 12 maggio
- Prestonpans e Preston Tower, 12 maggio
- Abbazia di Newbattle, 15 maggio
- Parte di Musselburgh e della Cappella di Loreto, 15 maggio
- Tre torri a Preston, (castello di Billie, castello di Bonkyll, e castello di Blanerne)
- Uno dei castelli di Oliver Sinclair
- Dunbar
- Lauriston e la sua grangia
- Drylaw
- Wester Craig
- Enderleigh, Pele e villaggio, Kirkland Hill
- Hatherwick (sic)
- Broughton
- Bolton
- Castello di Yester
- Crawnend, Bowland
- Duddingston, Butterden,
- Seton Palace, 16 maggio
- Stanhows, (probabilmente l'odierna Stanhope)
- Quickwood
- Beverton, o "Bentestoun" (Stevenson House).[42]
- Tranent, 16 maggio
- Haddington, 17 maggio
- Castello di Markle, 17 maggio.[42]
- Byldy (sic) e torre di Billie presso Auchencrow
- Stenton, 17 maggio
- Traprain Law, 17 maggio
- East Linton, 17 maggio
- Un villaggio ai piedi del castello di Tantallon, 18 maggio
- East Barnes, 18 maggio
- Blackthorn, 18 maggio
- Blackburn o Blackthorn
- Dunbar, 18 maggio
- Raunton o Raynton, Reston, e Pele of Byckley, 19 maggio
- Luoghi incendiati dalla flotta al comando di Nicholas Poyntz; Kinghorn, St Monans, South Queensferry, parte di Pittenweem, Burntisland

## Conseguenze
La notizia dell'incendio di Edimburgo si diffuse rapidamente anche in Europa. Ad ogni modo, oltre alla distruzione fisica della città, secondo le recenti opinioni dello storico militare Marcus Merriman, "queste non ebbero effetto a lungo raggio." Per quanto Edimburgo non sia stata più minacciata direttamente da altri conflitti nel corso della sua storia, la ricostruzione risultò un processo lento e complesso. Le nuove strutture vennero per la maggior parte costruite sull'esatto sito delle precedenti. Alla fine della guerra, tra il settembre del 1551 ed il febbraio del 1552 il parlamento scozzese emise le linee guida per dividere i costi di ricostruzione della città.